# بویان میوفسکی
بویان میوفسکی (مقدونی: Бојан Миовски؛ زادهٔ ۲۴ ژوئن ۱۹۹۹) بازیکن فوتبال اهل مقدونیه شمالی است که در حال حاضر برای باشگاه فوتبال ژیرونا بازی می‌کند.
وی همچنین در تیم‌های ملی فوتبال زیر ۱۹ سال، زیر ۲۱ سال و بزرگسالان مقدونیه شمالی بازی کرده است.

## دوران باشگاهی

### اوایل حرفه
میوسکی حرفه‌ای خود را در سن ۱۸ سالگی با انجام debut خود در لیگ دسته اول فوتبال مقدونیه شمالی برای برگالنیسا در سال ۲۰۱۷ آغاز کرد. در ژوئیه ۲۰۲۰، او اولین انتقال حرفه‌ای خود به خارج از کشور را با امضای قرارداد با باشگاه مجارستانی ام‌تی‌کی بوداپست تجربه کرد. دو ماه پس از پیوستن به باشگاهش، او همچنین در هفته چهارم لیگ دسته اول فوتبال مجارستان با بازی ۲۳ دقیقه‌ای در شکست ۳–۰ مقابل زالائگرسگی اولین بازی خود در لیگ را انجام داد.

### آبردین
در ۲۳ ژوئن ۲۰۲۲، میوسکی قراردادی چهار ساله با باشگاه لیگ برتری اسکاتلند، آبردین، امضا کرد. همان سال در ۲۴ ژوئیه، او در یک بازی مرحله گروهی لیگ کاپ اسکاتلند برای آبردین در برابر رایت روورز بازی کرد. میوفسکی از طریق ضربه پنالتی پس از این‌که در محوطه جریمه سرنگون شد، گل زد و آبردین ۳–۰ پیروز شد.

### ژیرونا
در ۱۵ اوت ۲۰۲۴، میوفسکی قراردادی چهار ساله با باشگاه لالیگایی ژیرونا امضا کرد.